# 薩吉·加赫拉曼
薩吉·加赫拉曼（英語：Saghi Ghahraman，波斯語：‎  ，1957年2月3日— ）是一位波斯诗人，位列BBC百位女性名單 ，也是伊朗酷兒組織的負責人。   

## 早期生活
薩吉·加赫拉曼出生於1957年的馬什哈德，他们在2010年創辦了吉爾伽美山出版社，專注於出版伊朗酷兒文學。  2007年，伊朗改革派報紙《東方報》（Shargh Newspaper）因發表他們的一首詩而被禁止。 他們現在居住在加拿大。